# Abierto Mexicano Telcel 1997 - Qualificazioni doppio
Le qualificazioni del doppio  dell'Abierto Mexicano Telcel 1997 sono state un torneo di tennis preliminare per accedere alla fase finale della manifestazione. I vincitori dell'ultimo turno sono entrati di diritto nel tabellone principale. In caso di ritiro di uno o più giocatori aventi diritto a questi sono subentrati i lucky loser, ossia i giocatori che hanno perso nell'ultimo turno ma che avevano una classifica più alta rispetto agli altri partecipanti che avevano comunque perso nel turno finale.
Le qualificazioni del doppio del torneo Abierto Mexicano Telcel 1997 prevedevano 4 coppie partecipanti di cui una è entrata nel tabellone principale.

## Teste di serie
1. Mariano Hood /  Sebastián Prieto (Qualificati)

1. Tamer El Sawy /  Maurice Ruah (primo turno)

## Qualificati
1. Mariano Hood  /   Sebastián Prieto

## Tabellone

### Legenda
| - Q = Qualificato - WC = Wild card - LL = Lucky loser | - ALT = Alternate - SE = Special Exempt - PR = Protected Ranking | - w/o = Walkover - r = Ritirato - d = Squalificato |

|  | Primo turno | Primo turno                     | Primo turno                     | Primo turno | Primo turno |  |  | Ultimo turno | Ultimo turno                  | Ultimo turno | Ultimo turno | Ultimo turno |  |
|  |             |                                 |                                 |             |             |  |  |              |                               |              |              |              |  |
|  | 1           | Mariano Hood Sebastián Prieto   | Mariano Hood Sebastián Prieto   | 6           | 6           |  |  |              |                               |              |              |              |  |
|  |             | Rodrigo Echagaray Victor Romero | Rodrigo Echagaray Victor Romero | 3           | 1           |  |  | 1            | Mariano Hood Sebastián Prieto | 6            | 6            | 6            |  |
|  |             | Nelson Aerts Rikard Bergh       | Nelson Aerts Rikard Bergh       | 6           | 6           |  |  |              | Nelson Aerts Rikard Bergh     | 1            | 7            | 4            |  |
|  | 2           | Tamer El Sawy Maurice Ruah      | Tamer El Sawy Maurice Ruah      | 4           | 4           |  |  |              |                               |              |              |              |  |